# Ingibiorg Finnsdottir
Ingibiorg Finnsdottir, född någon gång under 900- eller 1000-talet, död på 1000-talet (möjligen 1069), var genom sitt äktenskap med Malkolm III eventuellt drottning av Skottland på 1060-talet.
Hon var dotter till den norske stormannen Finn Arnesson och dennes hustru Bergljot Halvdansdottir.
Man brukar anta att hon dog 1069, då Malkolm gifte om sig 1070 och om så var fallet var hon drottning av Skottland under 1060-talet (tidigast från makens trontillträde 1058). Det kan också hända, att hon dog före makens trontillträde och var i så fall inte drottning.